# مطار صبيحة كوكجن الدولي
مطار صبيحة كوكجن الدولي (بالتركية: Sabiha Gökçen Havalimanı) هو المطار الدولي الثاني الذي يخدم سُكان إسطنبول، وهو أصغر من مطار أسطنبول الآخر، المسمى مطار إسطنبول أتاتورك. سُمي المطار على اسم صبيحة كوكجن - وهي أول أمراة تركية تقود طائرة حربية.
يقع في منطقة «بندك» Pendik في الطرف الأسيوي من إسطنبول ويبعد نحو 35 كيلومتر عن وسط إسطنبول. بدأ المشروع بناء المطار عام 1998 وتم الانتهاء منه في عام 2000.، و يعتبر المطار مقرا لشركة الأناضول جت حيث أنها شركة فرعية محلية تابعة لشركة الخطوط الجوية التركية.

## شركات الطيران والوجهات

### الركاب
تقوم شركات الطيران التالية بتشغيل رحلات منتظمة وعارضة من وإلى مطار صبيحة كوكجن الدولي:
| شركـات طيـران               | الوجهات |
| --------------------------- | --- |
| العربية للطيران             | مطار أبو ظبي الدولي، مطار محمد الخامس الدولي، مطار الشارقة الدولي، مطار طنجة ابن بطوطة الدولي |
| Air Manas                   | مطار مناس الدولي |
| الأناضول جت                 | مطار أضنة شاكرباشا، مطار سخيبول أمستردام، مطار إيسنبوغا الدولي، مطار أنطاليا، مطار بغداد الدولي، مطار البحرين الدولي، مطار حيدر علييف الدولي، مطار برشلونة الدولي، مطار بازل - ميلوز - فريبورغ الأوروبي، مطار أوريو أل سيريو، مطار برلين براندنبرغ، مطار ميلاس بودروم، مطار بروكسل الدولي، مطار كولونيا بون الدولي، مطار كوبنهاغن، مطار بودابست فرانز ليست الدولي، مطار دالامان، مطار الملك فهد الدولي، Denizli، مطار ديار بكر، مطار دبي الدولي، مطار دوسلدورف الدولي، Edremit، مطار أربيل الدولي، مطار إرجان الدولي، مطار أرزنجان، مطار أرضروم، مطار فرانكفورت، مطار غازي عنتاب الدولي، مطار هامبورغ، مطار هانوفر لانغنهاغن، مطار هاتاي، مطار إغدير، مطار عدنان مندريس، مطار الملك عبد العزيز الدولي، Kars، Kayseri، مطار الكويت الدولي، مطار لندن ستانستد، مطار ليون سانت إكسوبيري، Malatya، مطار ماردين، مطار الأمير محمد بن عبد العزيز الدولي، مطار ميونخ الدولي، Nevşehir، مطار أردو غيرسون، مطار باريس شارل ديغول، مطار بريشتينا الدولي، مطار الملك خالد الدولي، مطار ريزا-أرتوين، مطار ليوناردو دا فينشي، Samsun، Şanlıurfa، مطار سراييفو الدولي، مطار الشارقة الدولي، Shymkent، Sivas، مطار شتوتغارت الدولي، مطار تبليسي الدولي، مطار الإمام الخميني الدولي، مطار بن غوريون الدولي، مطار توقاد، مطار طرابزون الدولي، مطار أورمية شهيد بكري الدولي، Van، مطار فيينا الدولي، مطار زيورخ الدولي |
| الخطوط الجوية البريطانية    | موسمي: مطار لندن هيثرو |
| خطوط بوتا الجوية            | مطار حيدر علييف الدولي |
| FlyArystan                  | مطار حضرة السلطان الدولي |
| فلاي بغداد                  | مطار بغداد الدولي |
| فلاي دبي                    | مطار دبي الدولي |
| طيران ناس                   | مطار الملك عبد العزيز الدولي، مطار الملك خالد الدولي |
| الخطوط الجوية العراقية      | مطار بغداد الدولي |
| طيران الجزيرة               | مطار الكويت الدولي |
| الخطوط الجوية الكويتية      | مطار الكويت الدولي |
| النيل للطيران               | مطار القاهرة الدولي |
| خطوط بيغاسوس                | مطار أبو ظبي الدولي، مطار أضنة شاكرباشا، مطار أديامان، مطار ألماتي الدولي، Amasya/Merzifon، مطار سخيبول أمستردام، مطار إيسنبوغا الدولي، مطار أنطاليا، مطار آستانا الدولي، مطار أثينا الدولي، مطار بغداد الدولي، مطار البحرين الدولي، مطار حيدر علييف الدولي، مطار برشلونة الدولي، مطار بازل - ميلوز - فريبورغ الأوروبي، مطار البصرة الدولي، مطار بطمان، مطار باطومي الدولي، مطار بيروت رفيق الحريري الدولي، مطار نيكولا تسلا في بلغراد، مطار أوريو أل سيريو، مطار برلين براندنبرغ، مطار مناس الدولي، مطار ميلاس بودروم، مطار بولونيا، مطار هنري كواندا الدولي، مطار بودابست فرانز ليست الدولي، مطار محمد الخامس الدولي، مطار بروكسل شارلروا الجنوب، مطار كولونيا بون الدولي، مطار كوبنهاغن، مطار دالامان، مطار الملك فهد الدولي، Denizli، مطار ديار بكر، مطار حمد الدولي، مطار دبي الدولي، مطار دوسلدورف الدولي، Edremit، مطار آيندهوفن، Elazığ، مطار أربيل الدولي، مطار إرجان الدولي، مطار أرزنجان، مطار أرضروم، مطار فرانكفورت، Ganja، مطار غازي عنتاب الدولي، مطار غازي باشا، مطار جنيف الدولي، مطار غروزني الدولي، مطار هامبورغ، مطار هانوفر لانغنهاغن، مطار هاتاي، مطار هلسنكي فانتا، مطار الغردقة الدولي، مطار إغدير، مطار عدنان مندريس، مطار الملك عبد العزيز الدولي، مطار قهرمان مرعش، مطار جناح الدولي، Kars، مطار قسطموني، Kayseri، مطار قونية، Krasnodar، مطار الكويت الدولي، مطار لندن ستانستد، مطار ليون سانت إكسوبيري، مطار مدريد باراخاس الدولي، Malatya، مطار مانشستر، مطار ماردين، مطار مارسيليا، مطار الأمير محمد بن عبد العزيز الدولي، مطار ميونخ الدولي، مطار موش، مطار مسقط الدولي، مطار نيس كوت دازور، مطار نورمبرغ، مطار أردو غيرسون، Osh، مطار أوسلو-غاردرموين، مطار باريس شارل ديغول، مطار فاكلاف هافيل الدولي، مطار بريشتينا الدولي، مطار رأس الخيمة الدولي، مطار الملك خالد الدولي، مطار ريزا-أرتوين، مطار ليوناردو دا فينشي، مطار روتردام لاهاي، Samsun، Şanlıurfa، مطار سراييفو الدولي، مطار الشارقة الدولي، مطار شرم الشيخ الدولي، Shymkent، Sivas، مطار سكوبية الدولي، مطار بولكوفو، مطار ستوكهولم أرلاندا، مطار شتوتغارت الدولي، مطار السليمانية الدولي، Tabriz، مطار تبليسي الدولي، مطار الإمام الخميني الدولي، مطار بن غوريون الدولي، مطار تيرانا الدولي، مطار طرابزون الدولي، Van، مطار البندقية ماركو بولو، مطار فيينا الدولي، مطار يريفان الدولي، مطار زيورخ الدولي موسمي: Plovdiv، Rhodes |
| Pobeda                      | Kazan، Krasnodar، مطار فنوكوفو الدولي |
| الخطوط الجوية القطرية       | مطار حمد الدولي |
| طيران السلام                | مطار مسقط الدولي |
| خطوط أور الجوية             | مطار بغداد الدولي |
| الخطوط الجوية الأوزبكستانية | عارض: مطار طشقند الدولي |

### الشحن
| شركـات طيـران           | الوجهات                                  |
| ----------------------- | ---------------------------------------- |
| كارغولوكس               | مطار لوكسمبورغ                           |
| الخطوط الجوية الإثيوبية | مطار أديس أبابا بولي الدولي              |
| MNG Airlines            | مطار لايبزيغ هاله، مطار باريس شارل ديغول |